# Екши Сьозлюк
„Екши Сьозлюк“ (на турски: Ekşi Sözlük) е турска онлайн социална мрежа, онлайн форум и генериран от потребители речник, в който регистрираните потребители могат да публикуват записи за всички възможни термини, теми и факти – независимо дали са реални, или хипотетични. Записите не трябва да са верни или заети. По-голяма част от авторите са анонимни. Това прави концепцията много подобна на японския имиджборд. Езиковото взаимодействие на сайта чрез менюта, бутони и имейли е с последователно ироничен и подигравателен тон. Мотото на сайта е: „Източник на свято знание“. През септември 2015 г. се нарежда на 8-о място по посещаемост в Турция.

## История
Основател на сайта е Седат Капаноглу. Той основава уебсайта през 1999 г. с цел да общува с приятелите си, тъй като е вдъхновен от научнофантастична комедийна поредица „Пътеводител на галактическия стопаджия“. Преди това „Екши Сьозлюк“ е част от уебсайт, наречен sourtimes.org, който е кръстен на песента на „Портисхед“ Sour Times, и поради тази причина речникът е наречен Ekşi (в превод – кисел).
На 21 февруари 2023 г. достъпът до уебсайта е блокиран в Турция от Службата за информационни технологии и комуникации. Блокировката за достъп е вдигната на 22 януари 2024 г.